# Fingerprince
Albums de The Residents
The Third Reich 'n' Roll
(1976) Duck Stab/Buster & Glen
(1978)
Fingerprince est le titre d'un album des Residents sorti en 1977.

## Titres
1. You Yesyesyes
2. Home Age Conversation
3. Godsong
4. March de la Winni
5. Bossy
6. Boo Who?
7. Tourniquet of Roses
8. You yesyesyes Again
9. Six Things to a Cycle

## Musiciens
- The Residents : voix, guitares, trompettes, synthés, claviers, percussions.
- Snakefinger : chant et guitare.
- D. Jackovich : percussions.
- A. Dekbar : violon.
- T. Logan : percussions.
- Zeibak : voix.